# Temperiergerät
Ein Temperiergerät ist ein fest installiertes Gerät, das als Bestandteil einer Produktionsanlage die Temperierung eines Mediums für den Fertigungsprozess übernimmt. Das Medium für den Transport der Wärme als Energie ist meistens Öl. Es können aber auch andere Fluide je nach Verwendung eingesetzt werden. Das auf eine eingestellte Temperatur gebrachte Fluid wird über Rohrleitungen der Anlage dem Prozess zugefügt, wo das Medium die Wärme oder Kälte als Energie transferiert und in dem geschlossenen Kreislauf wieder zum Temperiergerät zurückgeführt wird, um die verlorene Energie wieder aufzufüllen. Oft haben die Temperiergeräte sowohl eine Aufheizfunktion als auch eine Abkühlfunktion. Das Ziel eines Temperiergerätes ist, die eingestellte Solltemperatur dem Fertigungsprozess zuzuführen und diese konstant zu halten.

## Funktionsprinzip
Als Energiequelle für das Temperiergerät können beinahe alle Medien herangezogen werden. So ist es üblich, als Energieversorgung bei sehr hohen Leistungen die Anbindung an eine zentrale Termalölheizung anzuschließen oder auch an eine Dampfleitung. Die Wärme wird von der Quelle indirekt über die Wärmetauscher oder direkt über Stellventile dem Kreis zur Versorgung der Anlage transferiert. Die Regelung für den Zufuhr der benötigten Menge erfolgt im einfachsten Fall über einen Zweipunktregler, welcher ein Stellventil ansteuert. Bei den intelligenten Geräten sind mehrere Temperatursensoren verbaut, welche die Temperaturänderungen laufend erfassen und je nach Temperatursprüngen im Prozess einen dynamischen Regelverhalten aufweisen – PID-Regelung, und die Steller, meist Magnetventile, entsprechend so steuern, dass die Solltemperatur an der benötigten Stelle im Prozess nahezu konstant bleibt. Die Sollwerte für die Temperatur werden direkt an dem Gerät eingestellt oder durch eine Schnittstelle von externen Steuerungen vorgegeben. Die neueren intelligenten Geräte besitzen digitale Schnittstellen, über welche sowohl die Sollwerte als auch die Istwerte kommuniziert werden und die somit eine durchgehende Protokollierung der Prozessparameter ermöglichen.

## Elektrischer Anschluss
Für den Betrieb der Temperiergeräte wird die elektrische Leistung nur für die Steuerung der Ventile und Betrieb der Regler benötigt. Um die Fluide zu fördern, werden insbesondere bei Kreislaufgetrennten Anlagen mit Wärmetauschern zusätzlich Förderpumpen benötigt. Die Pumpen wurden früher für eine konstante Fördermenge ausgelegt. Mittlerweile werden auch die Pumpen in die Regelung mit einbezogen, und die Regelung ändert die Förderleistung der Pumpen. Dank der neueren Technologien lässt sich ein besserer Wirkungsgrad der Anlage und eine Energieersparnis erzielen. Bei einigen Anwendungen werden in den Kreislauf zum Fertigungsprozess elektrische Heizpatronen verbaut, welche die Feinjustierung der Temperaturregelung übernehmen oder auch als teurer Energieträger bei Ausfall des Hauptmediums dienen, um den Produktionsbetrieb aufrechtzuerhalten.

## Wirkungsgrad und Einsatzgebiete
Die Temperiergeräte werden oft in Schmelzprozessen, wie bei der Kunststoffverarbeitung notwendig, eingesetzt. So werden Kunststoffe als Granulate dem Prozess hinzugefügt, bei der Verarbeitung in Extrudern und Kalander zusätzlich zu dem Druck und der Reibungswärme mit Temperiergeräten erwärmt und auf Temperatur gehalten. Da die Temperiergeräte meist nur die Energiewandler sind, ist deren Wirkungsgrad relativ hoch. Die meisten Energieverluste sind Leitungsverluste in Form von Wärme und Abstrahlverluste des Gerätes.